# 10168 Stony Ridge
10168 Stony Ridge (1995 CN) là một tiểu hành tinh vành đai chính được phát hiện ngày 4 tháng 2 năm 1995 bởi J. B. Child và J. E. Rogers ở Stony Ridge Observatory.